# Aston Martin DB12
Aston Martin DB12 — автомобиль класса Гран Туризмо, выпускаемый с мая 2023 года британской компанией Aston Martin. Пришёл на смену Aston Martin DB11.

## История
DB12 был представлен 24 мая 2023 года на Каннском кинофестивале 2023. Также это первый автомобиль с новым логотипом бренда Aston Martin.

## Дизайн
Aston Martin DB12 является модернизацией предыдущей модели (DB11) с элементами DBS. В отличие от него, DB12 имеет увеличенную радиаторную решётку, широкую колею и светодиодные ДХО. Также автомобиль отличается переработанным интерьером и информационно-развлекательной системой, поддерживающей Android Auto и Apple CarPlay.

## Модификации

### DB12 Coupé
DB12 Coupé оснащён 4,0-литровым двигателем Mercedes-Benz M177 (V8) с двойным турбонаддувом мощностью 680 л. с. и крутящим моментом 800 Н⋅м. Увеличение мощности достигается за счёт оптимизированной степени сжатия, увеличенных турбонагнетателей и улучшенного охлаждения. До 100 км/ч автомобиль разгоняется за 3,6 секунды, а максимальная скорость составляет 325 км/ч.

### DB12 Volante
14 августа 2023 года компания Aston Martin представила кабриолет под названием DB12 Volante с крышей, которая открывается за 14 секунд и закрывается за 16 секунд. До 100 км/ч автомобиль разгоняется за 3,7 секунды.

## Галерея

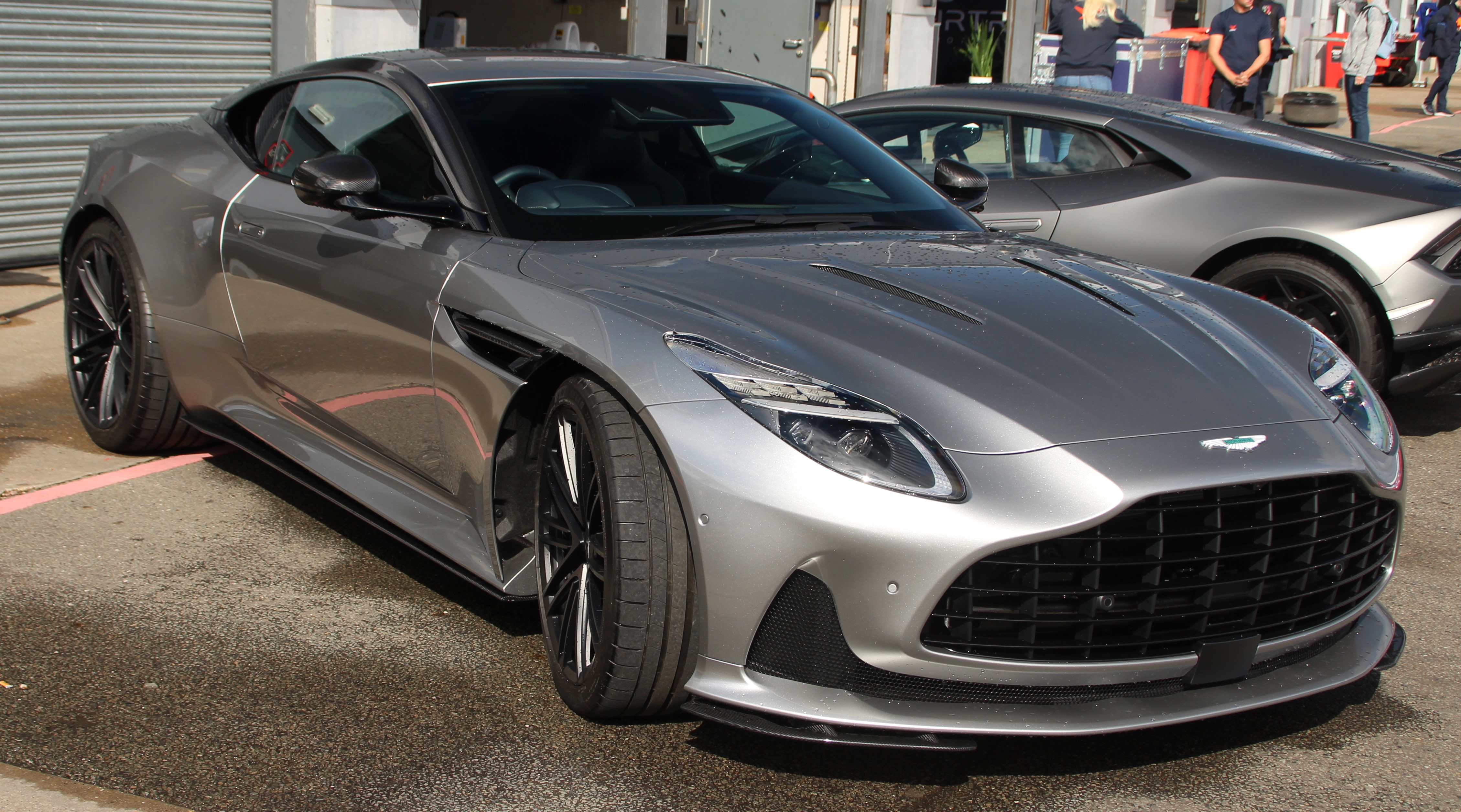
2023 Aston Martin DB12
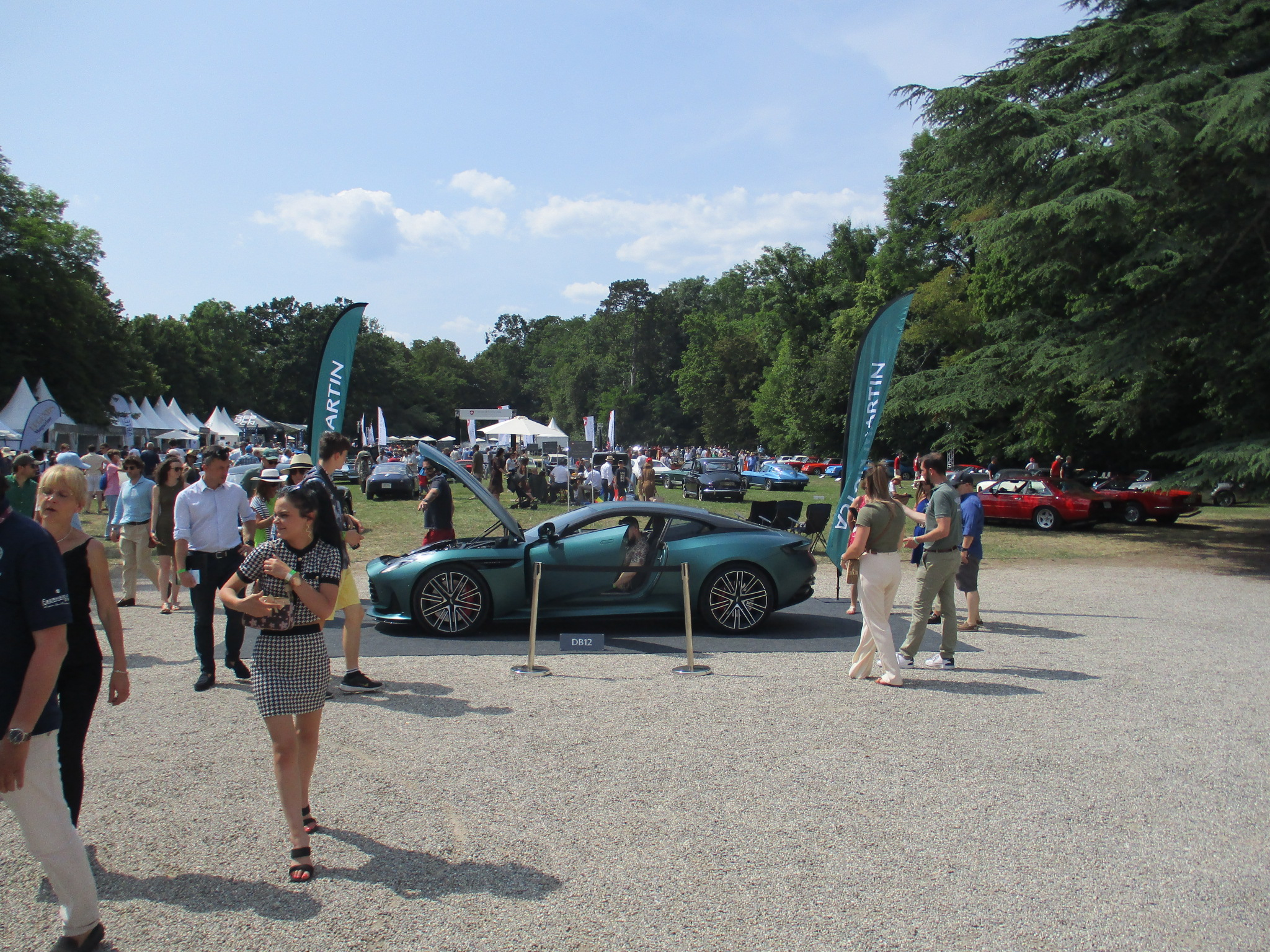
Aston Martin DB12 во Франции
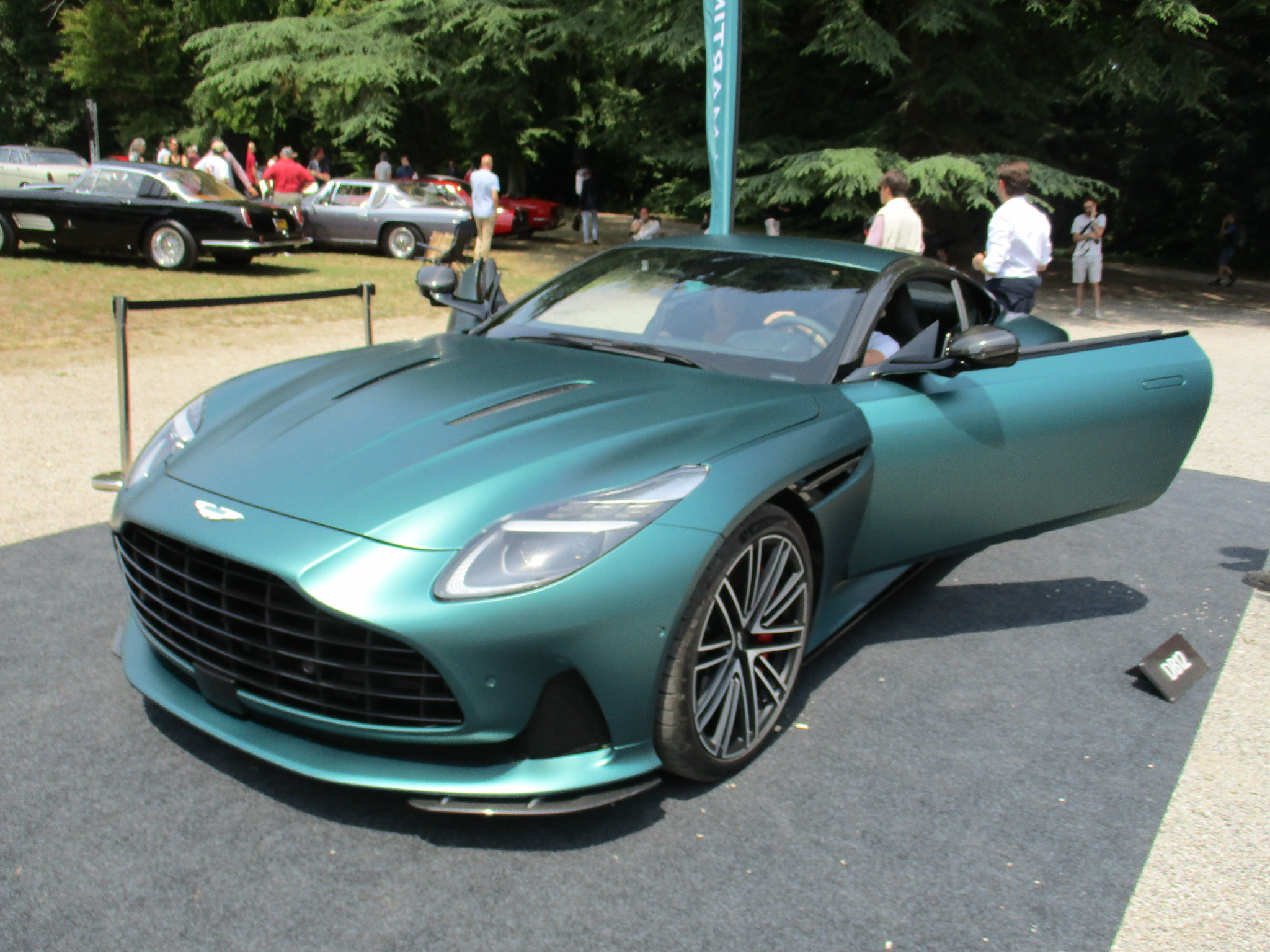
Вид спереди
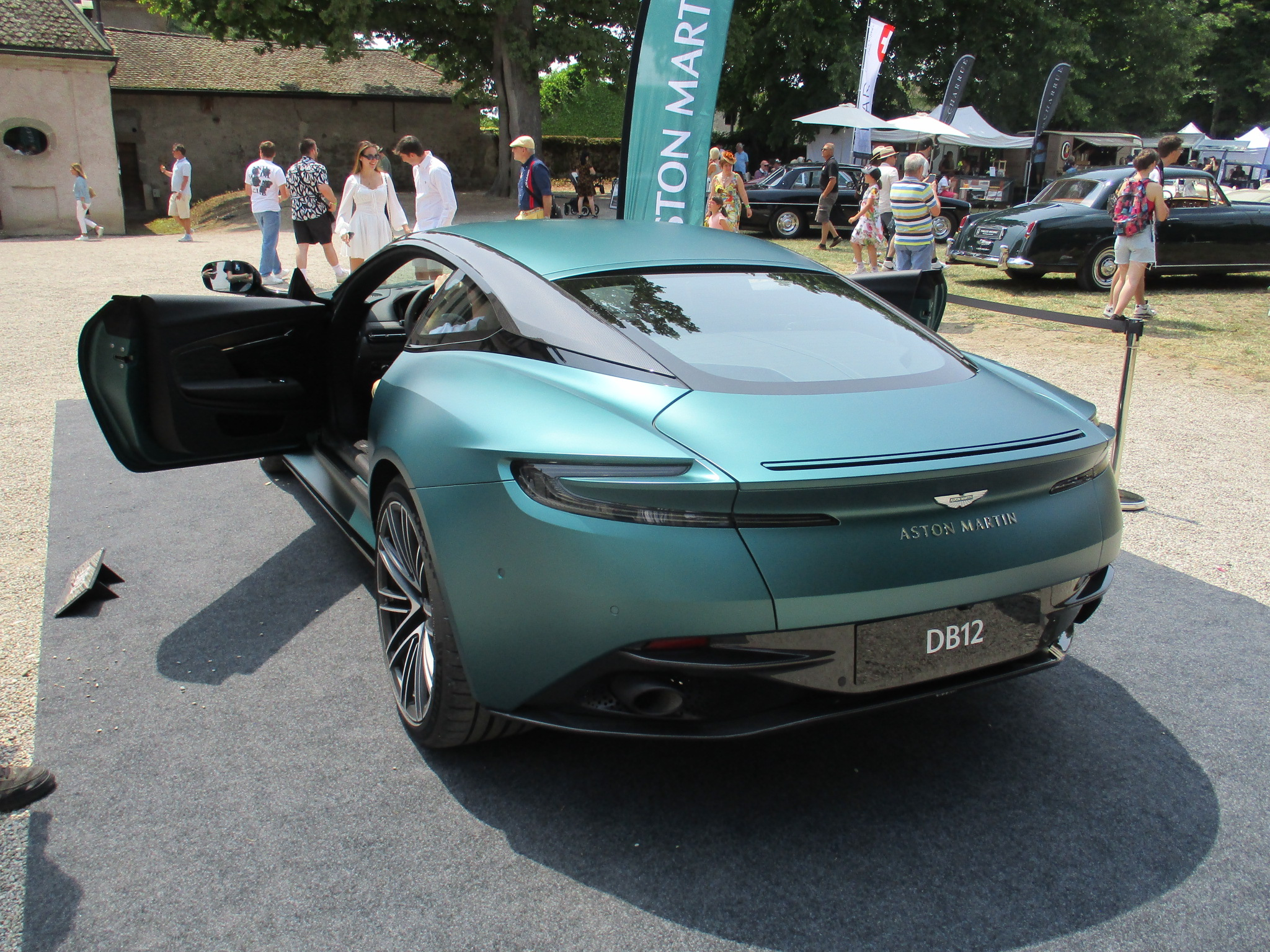
Вид сзади
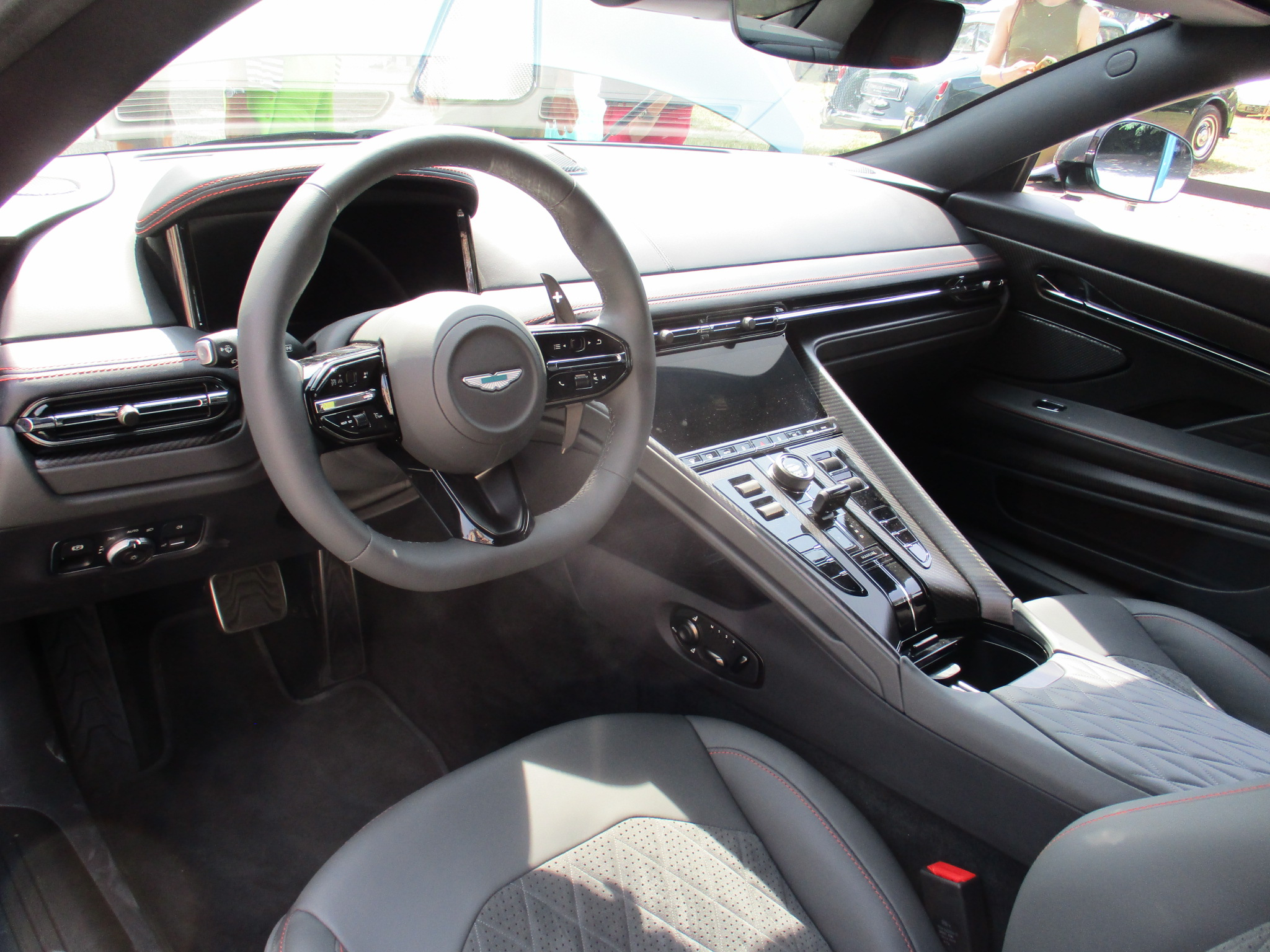
Интерьер
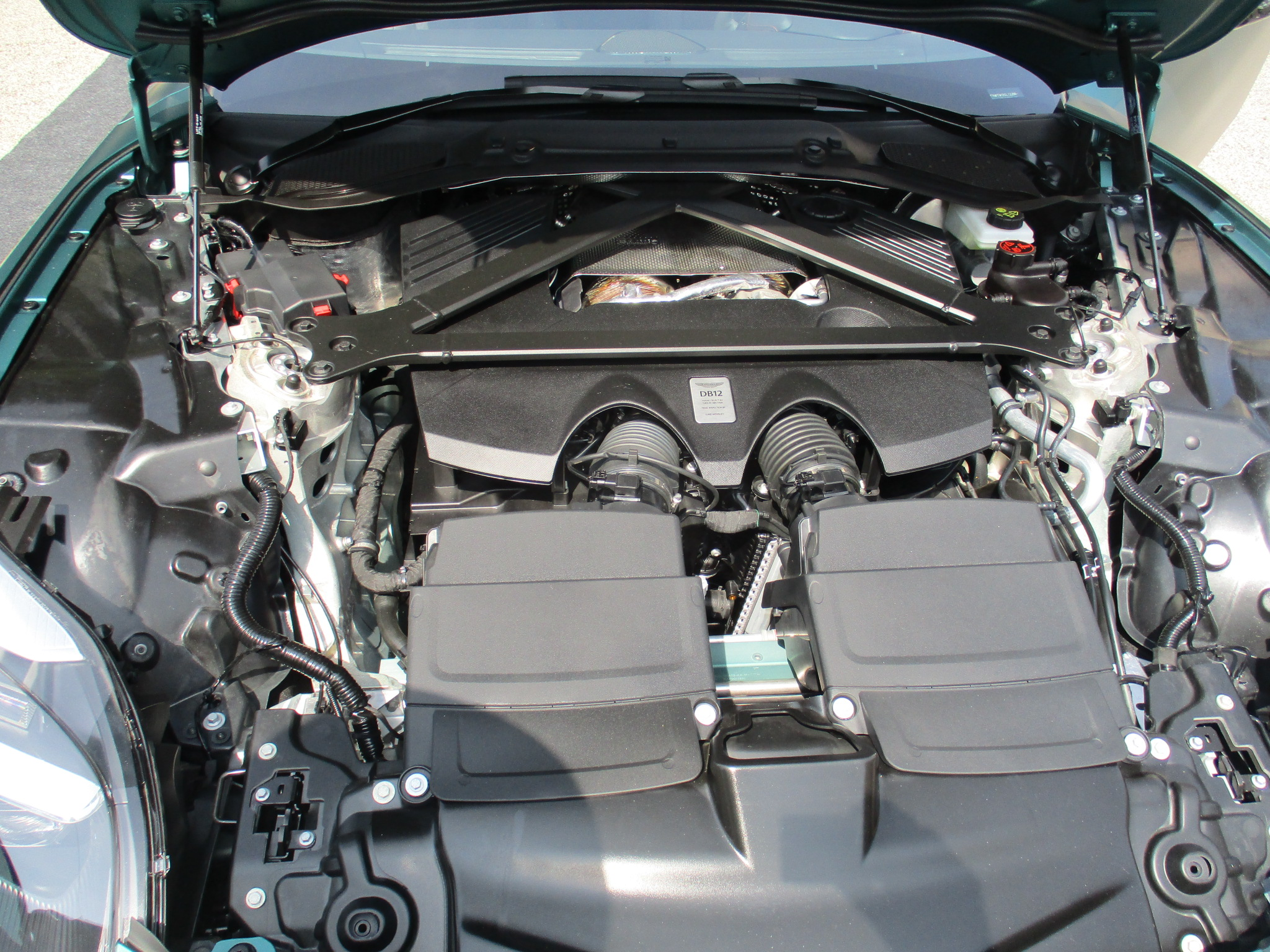
Моторный отсек
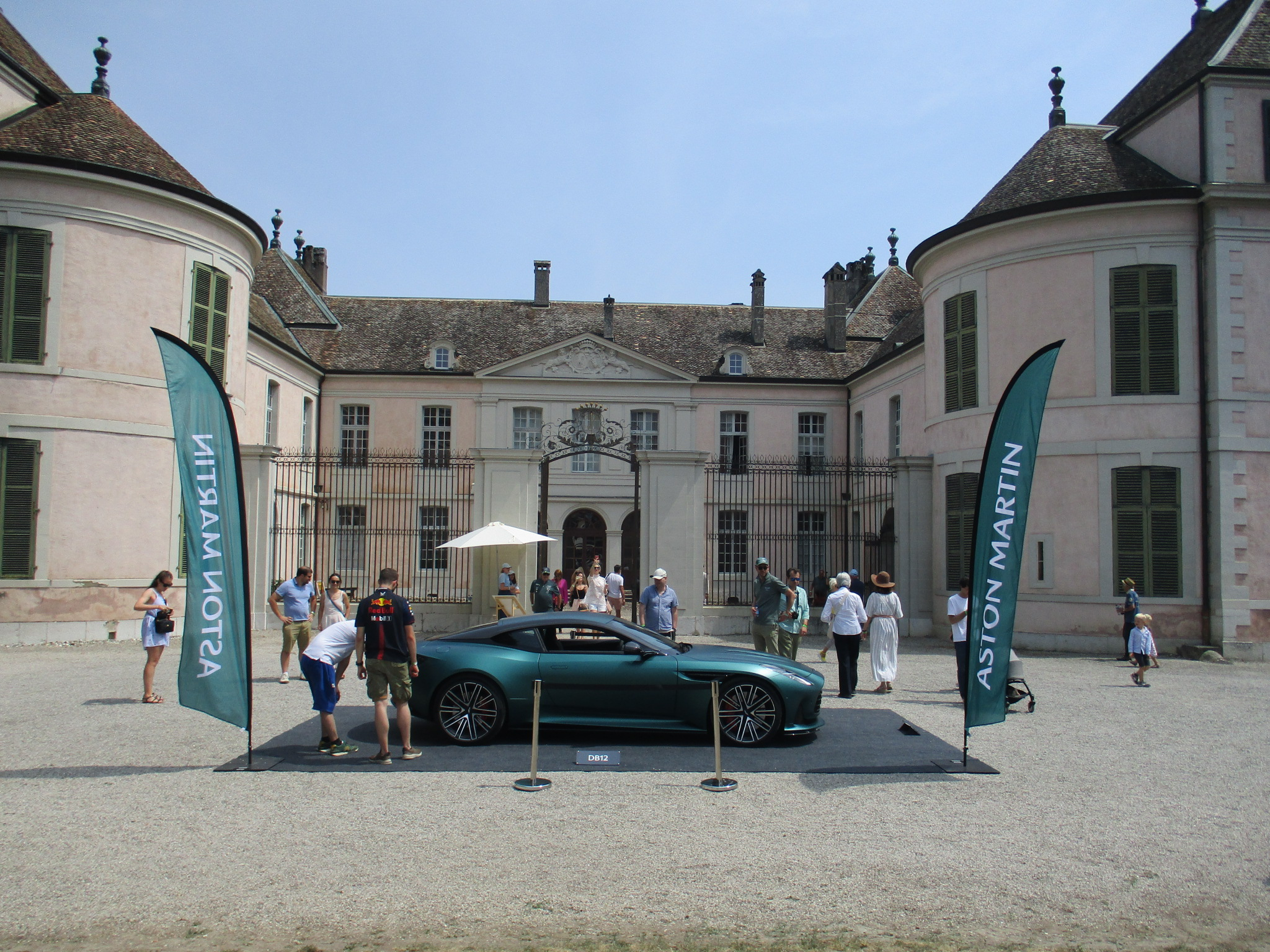
Aston Martin DB12 во Франции